# Барроу, Исаак
Исаа́к Ба́рроу (англ. Isaac Barrow; октябрь 1630 — 4 мая 1677) — английский математик, физик и богослов, известный многими учёными трудами, был учителем Ньютона.

## Биография
Родился в семье лондонского торговца полотном. Первоначальное воспитание получил в школе бывшего картезианского монастыря (Чартерхаус), в детстве не обнаруживал охоты к учебным занятиям и отличался буйным характером. Однако, когда на 15-м году его перевели в Тринити-колледж Кембриджского университета, в Барроу обнаружилась резкая перемена: он пристрастился к изучению древних языков, богословия и естественной философии, в которой тогда господствовали Бэкон, Декарт и Галилей. Занятия богословием привели его к необходимости заняться древней хронологией и побудили обратиться к изучению математики и астрономии древних (в том числе свидетельств о затмениях).

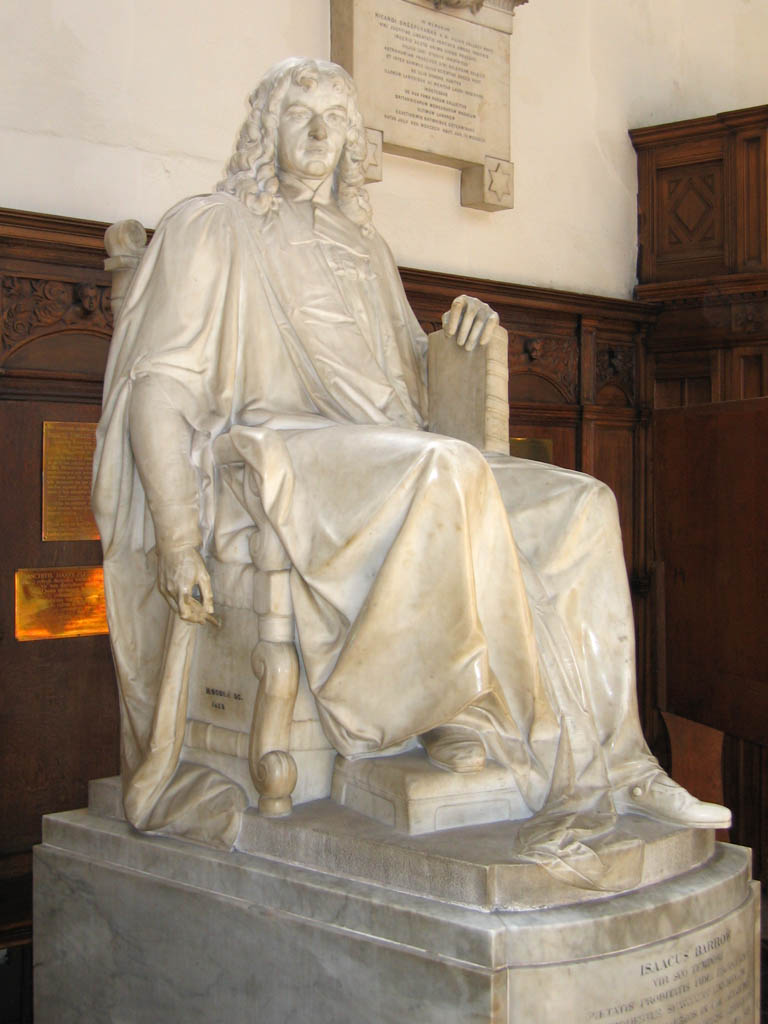
Скульптура Барроу в часовне Тринити-колледжа

Барроу благодаря знанию латинского, греческого и арабского языков приобрёл глубокие сведения в древней математике, издал впоследствии сочинения Евклида, Архимеда, Аполлония и Феодосия со своими комментариями. По окончании курса наук в колледже он попытался возглавить кафедру греческого языка в Кембриджском университете, но получил отказ по политическим причинам. В результате он решил отправиться в путешествие к Гробу Господню, которое продолжалось четыре года.
Барроу посетил Францию, Италию, жил в Стамбуле (Константинополе) и Измире (Смирне), а на обратном пути в Англию посетил Германию и Голландию. Во время путешествия ему довелось проявить храбрость — когда на их корабль напали пираты, Барроу единственным из пассажиров с мечом в руках присоединился к команде в обороне судна в абордажной битве. По реставрации Стюартов возвращении в отечество он получил, наконец, кафедру греческого языка в 1660 году. Однако через два года оставил её для чтения геометрии и оптики на кафедре математики в Грешем-колледже. Когда в начале 1664 года указом короля Карла II, чьим сторонником был Барроу, вводилась именная должность Лукасовского профессора математики, Барроу стал её первым обладателем. В числе его слушателей был и Исаак Ньютон, в котором Барроу сразу угадал гениальные способности.
В 1669 году Барроу оставил пост лукасовского профессора математики, передав последний Ньютону. Покинув Кембридж, Барроу продолжал оказывать Ньютону протекцию: у него был сан священнослужителя, а его ученик не собирался принимать обет, что не позволяло тому оставаться на кафедре более семи лет. С того времени Барроу посвятил себя богословию и почти прекратил работы в области точных наук. В 1670 году получил степень доктора богословия, а в 1675 году назначен президентом Тринити-колледжа; через два года Барроу умер, и был погребён в Уголке поэтов Вестминстерского аббатства.
Современником Исаака Барроу был математик Джон Валлис, разделявший с ним известность лучшего английского геометра доньютоновского времени.

## Вклад в науку

### Геометрия
Среди главнейших трудов Барроу:
- «Euclidis elementorum libri XV breviter demonstrati» (Лондон, 1659—1678 — два издания, «Элементы Евклида, вкратце доказанные»),
- «Archimedis opera, Apollonii Pergaei conicorum» libri IV (Сочинения Архимеда, конические сечения Аполлония),
- «Theodosii spherica, metodo novo illustrata et succinite demonstrata» 1665 (Сферика Феодосия).

В математике Барроу разработал способ нахождения касательных, более общий, чем метод Ферма, и весьма близкий к современным методам, основанным на применении дифференциалов. Барроу первым осознал, что задача о касательных обратна по отношению к задаче о квадратурах, но его приверженность геометрическому подходу в изложении и отсутствие изложения в терминах переменной и функции не позволили большинству читателей оценить значение этой связи. Впрочем, известно, что студентом, слушавшим лекции Барроу, читавшим его книгу с изложением этой связи, и даже вносившим (в других частях) некоторые поправки был Ньютон, а Лейбниц купил эту книгу. Утверждается, что Ньютон даже никогда не оспаривал приоритет Барроу в открытии формулы Ньютона — Лейбница и метода решения уравнений разделением переменных, содержащихся в этой книге.

### Геометрическая оптика
Сочинение «Isaaci Barrow, mathematici professorii Lucasiani, lectiones habitae in scholis publicis academiae Cantabrigensis» 1684 года содержит лекции Барроу в Кембридже, напечатано после его смерти. Его лекции по оптике, изданные при его жизни, носят заглавие «Lectiones, opticae et geometricae, in quibus phoenomenon opticorum genuinae rationes investigantur ac exponentur, et generalia curvorum linearum symptomata declarantur» (1674, Лекции оптики, геометрии и пр.), в позднейшее время изданные Уэвезем (Лондон, 1861). В этом сочинении Барроу поместил, между прочим, изящное и общее решение вопроса о положении фокуса оптических стёкол. Он вывел формулу для определения места фокуса падающих лучей — параллельных, сходящихся и расходящихся; он же первый ввёл принцип кажущихся, или мнимых, изображений. Эта его работа была чрезвычайно крупным вкладом в геометрическую оптику, которая сохранила значение до сих пор.

### Богословие
В Англии Барроу не менее известен как богослов и литератор: он оставил много богословских, нравственных и поэтических сочинений, собранных в изданных Джоном Тилотсоном в 1831 году (Лондон, 1859). В числе их находится более 100 речей и проповедей на разные темы, сочинение о власти пап, изложение веры, молитвы Господней, много поэм и писем.

## Характер
Барроу был чрезвычайно бескорыстен и до такой степени скромен, что не позволял списать с себя портрета, и хотя это и было впоследствии сделано его друзьями, но тайком и без его согласия. При одном обстоятельстве выказались другие стороны его темперамента: энергия и храбрость. Во время его путешествия на пути в Смирну корабль, на котором он находился, подвергся нападению пиратов. Из всех пассажиров один только Барроу вместе с экипажем судна участвовал в сражении, которое окончилось бегством неприятельского корабля.
Подробная биография Барроу приведена Томасом Хьюзом в сборнике богословских сочинений Барроу. Трогательно описание последних часов его жизни, когда он как будто с радостью ожидает смерти. Он говорит друзьям, окружавшим его смертное ложе: «Наконец я узнаю разрешение многих геометрических и астрономических вопросов в лоне Божества. О Господи, какой ты геометр!».
Барроу отличался необыкновенным трудолюбием: он сокращал время своего отдыха и сна до крайних пределов. Таков был и его знаменитый ученик — Ньютон, который даже сам приписывал свои успехи главным образом своему прилежанию.